# David Ogilvy (12. hrabia Airlie)
David Lyulph Gore Wolseley Ogilvy (ur. 18 lipca 1893 w Cahir w Irlandii, zm. 28 grudnia 1968 w Airlie Castle) – brytyjski arystokrata, polityk i wojskowy, najstarszy syn Davida Ogilvy’ego, 11. hrabiego Airlie, i lady Mabell Gore, córki 5. hrabiego Arran.

## Życiorys
Tytuł hrabiowski, wraz z prawem do zasiadania w Izbie Lordów, odziedziczył w wieku 7 lat, po śmierci ojca w II wojnie burskiej. Wykształcenie odebrał w Eton College. Później został porucznikiem 10 pułku huzarów (10th Hussars). Walczył podczas I wojny światowej, został ranny i raz wymieniono jego nazwisko w rozkazie dziennym. Został też odznaczony Military Cross. W 1943 r. mianowany dowódcą oddziału kadetów armii w Szkocji. Był również pułkownikiem 4/5 batalionu Czarnej Warty Armii Terytorialnej (4/5th Battalion, Black Watch (Teritorial Army)).
W latach 1922–1963 jako par reprezentował Szkocję. W latach 1926–1929 był Lordem-in-Waiting u boku króla Jerzego V, w latach 1936–1967 lordem namiestnikiem Agnus, a następnie (1937–1965) Lordem Szambelanem na dworze Elżbiety Bowes-Lyon. W 1929 r. odznaczono go Krzyżem Komandorskim, a w 1938 r. Krzyżem Wielkim Królewskiego Orderu Wiktoriańskiego. W 1942 r. został kawalerem Orderu Ostu. W 1958 r. przyznano mu tytuł honorowego doktora prawa na Uniwersytecie w St. Andrews.

## Życie prywatne
17 lipca 1917 r. w kościele św. Jerzego na Hanover Square w Londynie poślubił lady Alexandrę Marie Bridget Coke (zm. 1984), córkę Thomasa Coke’a, 3. hrabiego Leicester, i Alice White, córki 2. barona Annaly. Davidowi i Alexandrze urodziło się trzech synów i trzy córki:
- Victoria Jean Marjorie Mabell Ogilvy (ur. 21 września 1918, zm. 23 września 2004), żona Alexandra Lloyda, 2. barona Lloyd,
- Margaret Helen Isla Marion Ogilvy (ur. 23 lipca 1920, zm. 22 stycznia 2014), żona kapitana Iaina Tennanta
- Griselda Davinia Roberta Ogilvy (ur. 12 czerwca 1924, zm. 8 czerwca 1977), żona majora Petera Balfoura
- David George Patrick Coke Ogilvy (ur. 17 maja 1926, zm. 26 czerwca 2023), 13. hrabia Airlie
- Angus James Robert Bruce Ogilvy (ur. 14 września 1928, zm. 26 grudnia 2004)
- James Donald Diarmid Ogilvy (ur. 28 czerwca 1934), ożenił się z Magdalen Ducas i lady Caroline Child-Villiers.